# سوارا بهاسكار
سوارا بهاسكار (بالإنجليزية: Swara Bhaskar)‏ وهي ممثلة أفلام هندية ولدت في يوم 9 أبريل 1988 في مدينة دلهي عاصمة الهند وهي خريجة جامعة دلهي.

## وصلات خارجية
- سوارا بهاسكار على موقع IMDb (الإنجليزية)
- سوارا بهاسكار على موقع قاعدة بيانات الفيلم (الإنجليزية)